# 桑栄メイト
桑栄メイト（そうえいメイト）は、かつて三重県桑名市桑栄町にあった複合用途ビル。なお、当ビルの正式名称は桑栄ビルであるが、当ビル入店者で組織される協同組合の名称である、桑栄メイトが当ビルの名称として広く知られていた。
2020年（令和2年）7月31日に閉館。2025年（令和7年）に解体工事に入る見通しとなった。

## 概要
桑栄ビルと桑名駅東口とは直結しており、同駅東口のロータリーに面する。飲食店・物販店・サービス店・事務所・診療所など商業店舗と、住宅が入居する複合用途ビルである。主に、地階から2階は飲食店などの店舗が、3・4階は事務所や診療所などが、5・6階は住宅が入居している。2階の西側出入口は桑名駅東口橋上駅舎から当ビル・「桑名駅前」バスセンター・西桑名駅方面へと繋がるペデストリアンデッキと接続しており、また2階の東側出入口は連絡橋を介してサンファーレと接続されており、当ビルを通ることにより桑名駅東口からサンファーレまで雨に濡れずに行くことが可能である。
1969年に着手された桑名駅前市街地再開発事業の一環で、当ビルは「施設建築物N棟」（Nは北の意味）として建築が計画され、1973年10月に完成、供用を開始した。同再開発事業では、「施設建築物E棟」（Eは東の意味）として、商業ビル「パルビル」も1972年10月に建設されたが、そちらはテナント売上高減少により1997年7月には閉鎖、建替が行われ、店舗・事務所・分譲マンションが入居する「サンファーレ」として2006年4月に開業した。
当ビルは老朽化が進行しており、はじめは建替を検討していたが、同時期に桑名駅の改良工事が進行していたため退去が妥当と判断された。その末、2020年7月31日をもって全テナント含め閉館する意向を示した。
中には開館当初から閉館まで入居していたテナントもあり、桑名駅前を象徴する商業施設の閉館として広く報道された。
閉館が決まって以降、テナントは店舗により順次閉店したが、2020年7月31日をもって全館閉館。ビルの区分所有者の一部が売却に反対していたが、2025年4月に管理組合法人において売却決議が成立した。物件は長島観光開発が取得し、ビル解体後、新たにホテルを建設する計画となっている。

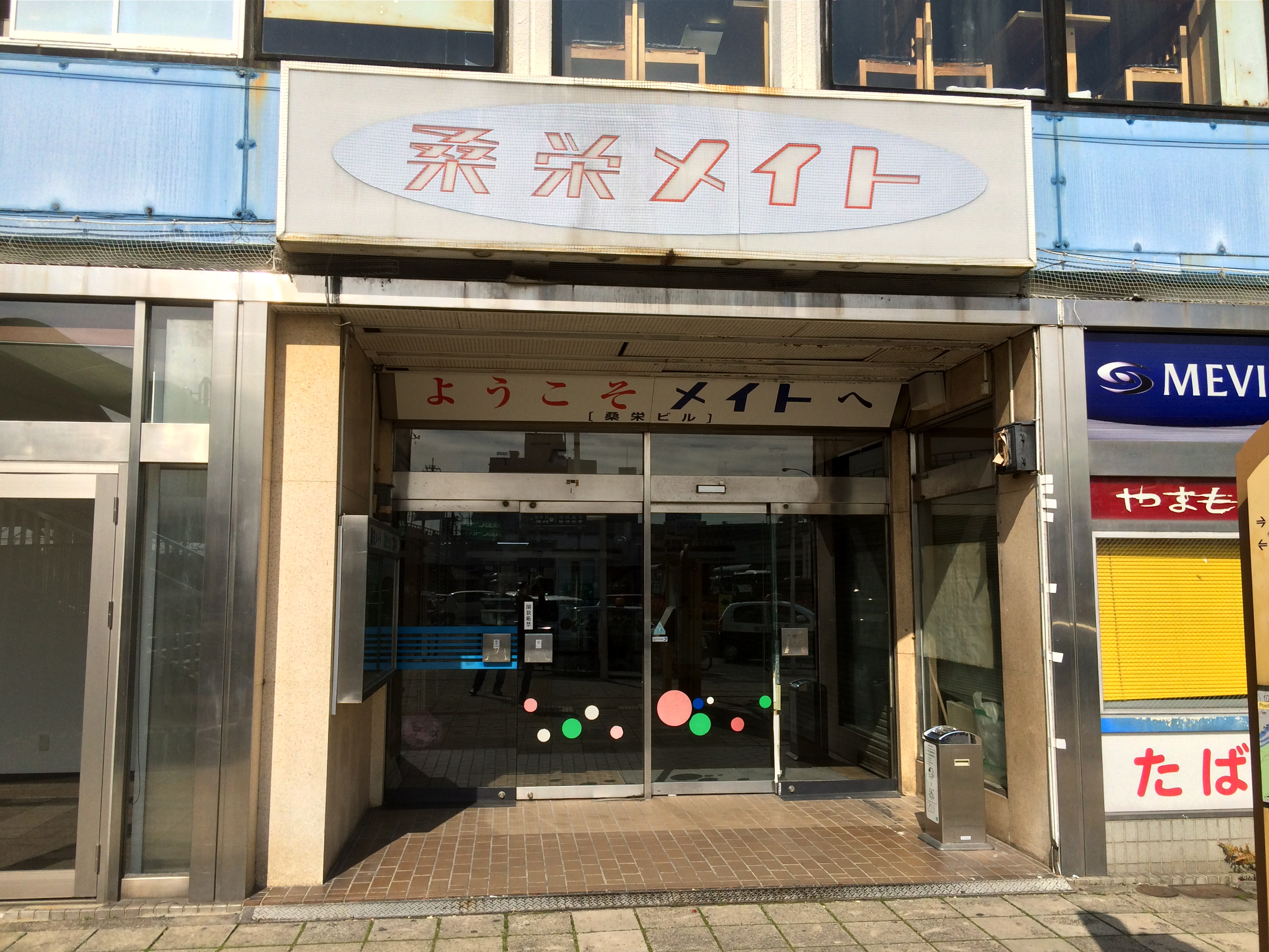
1階 桑名駅東口ロータリー側入口

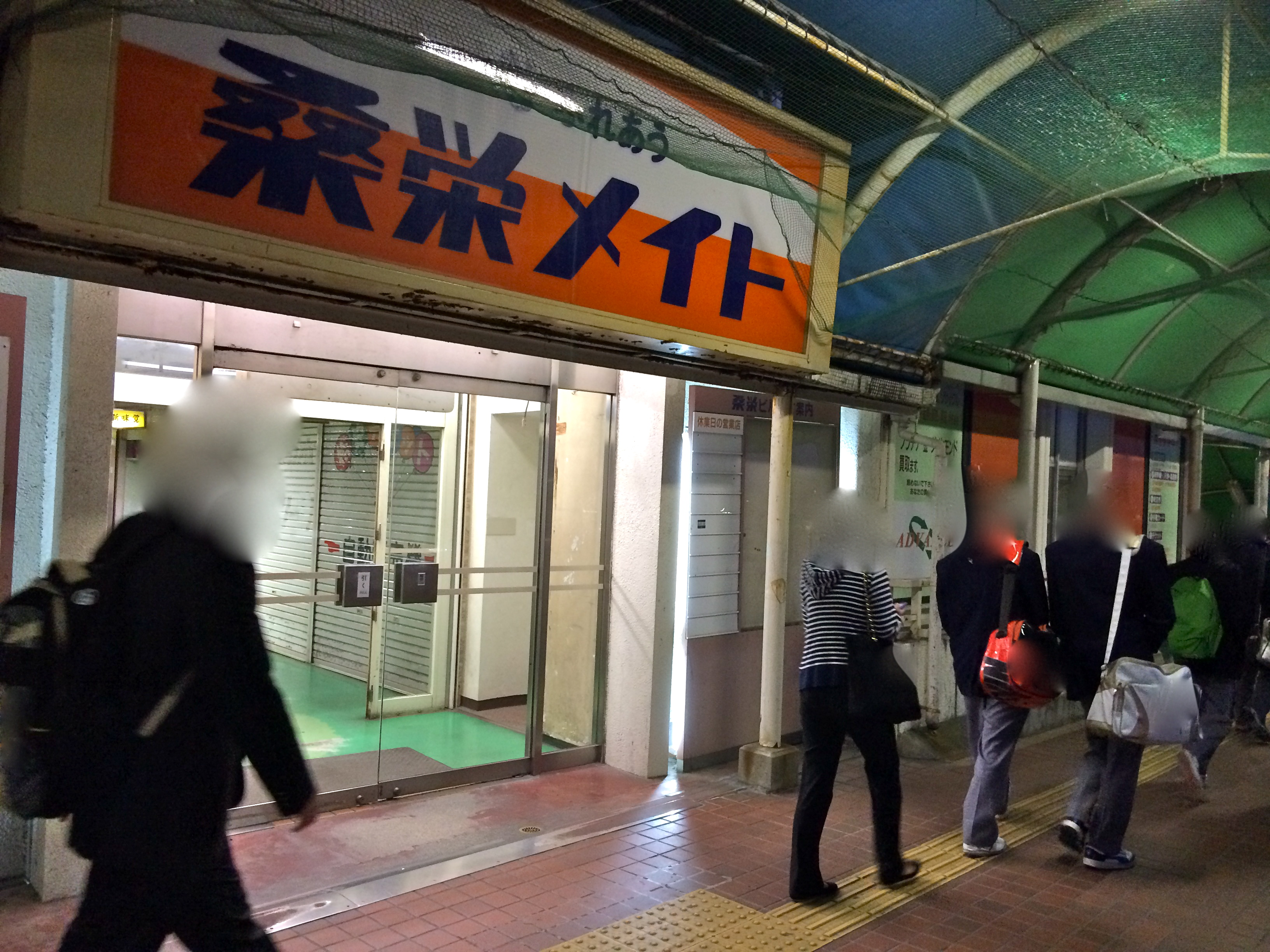
2階 桑名駅側入口（ペデストリアンデッキから）

## 沿革
- 1972年（昭和47年）5月 - 「広報くわな」上で、当ビルとパルビルの名称を公募[14]。
- 1973年（昭和48年）10月9日 - 完工式が当ビル屋上で挙行、桑名市長が当ビルの名称を「桑栄ビル」と命名[15][16]。
- 1973年（昭和48年）10月10日 - 供用開始[17]。入店者38軒による桑栄メイト代表がテープカットを行う[15]。
- 2019年（平成31年）4月3日 - 桑栄メイト共同組合（当ビル入店者で組織される協同組合）が解散[2]。
- 2020年（令和2年）7月31日 - 老朽化等に伴い閉館[7]。
- 2020年（令和2年）8月17日 - 2階廊下およびサンファーレ連絡通路閉鎖。同日以降、完全閉鎖となる（7月31日の閉館以降も8月16日までは、桑名駅から同館2階廊下を通じてサンファーレまで通路として通り抜けることが可能であった）。

## 入居テナント

### 2014年5月現在
| 6階 住宅 - 桑栄ビル管理組合 - 桑名C.L 5階 住宅 4階 - ミュージックショップハマダ（楽器） - 医療法人一信会 - 総合保険 エーアンド・エム（保険代理店） - 三重重工業株式会社 中部営業所 3階 - 桑栄歯科 - 医療法人一信会 - 松原クリニック（心療内科、神経科） - 小林薬局 桑栄メイト支店（調剤薬局） - プラージュ 桑名店（理容所、美容所） - カットイン 桑名店（美容所） - メールマイン（整体） | 2階 桑名駅連絡通路 サンファーレ連絡通路 味の街 - 新味覚 桑名店（餃子） - ドムドムハンバーガー 桑名FC店（ハンバーガー） - パーラー花（喫茶） - ルール（喫茶） - たがわ（石焼ビビンバ、高山ラーメン） - エベレスト 桑名店（インド料理、インドカレー） - 桔梗屋 メイト店（ラーメン、うどん） - ずいほう志ぐれ茶屋（はまぐり料理、弁当） - 串あげ まさきち - 餅菓子工房 大黒屋（和菓子） - すくらむ（お好み焼き、焼きそば） - 魚漁家（海鮮料理） - 一力亭（うどん） - アベル（縫製） - 十一万石（喫茶） - パイイチ（居酒屋） - よくなる院（整体） 1階 名店街 - 永餅屋老舗 桑栄メイト店（和菓子） - 山栄堂 桑名駅前本店（印章） - モワレ（ブティック） - ラ・カイエ（ブティック） - 紀久（ブティック） - ブティック・ノイ（ブティック） - アイドル（ブティック） - ベストフレンド（古物商） - かつらや（化粧品） - カトウ医院（内科、循環器科、糖尿病代謝内科） - ジェムウォッチ（時計・貴金属修理） - ぷーどる（小物・雑貨） - 染重（着物） - NPO法人人材育成センター（職業訓練、就職支援） - やまもと屋（たばこ） 地階 飲食街 - ちーちゃん（パブスナック） - 旬楽（居酒屋） - 中央監視室 |

### 1983年時点
2階
- 天下鮨（江戸前鮨）
- てっぱん（お好み焼き）
- 一力亭（うどん）
- 新味覚（餃子）
- どさん娘（ラーメン）
- ドムドム（ハンバーガー）
- ロンドン（ベーカーショップ）
- 御園（食事処）
- 憩い（お好み焼き）
- 十一万石（和菓子）
- パーラー花（喫茶）
- ホーロン（中華）
- コスタリカ（喫茶）
- 桔梗屋（ラーメン、うどん）
- ルール（喫茶）
- パイ一（居酒屋）

1階
- 亀久商店（フルーツ）
- 楽天軒（甘栗）
- 谷クリーナーズ（クリーニング）
- やまもとや（たばこ）
- SKカメラ（カメラ、不動産）
- 長谷川本店（酒）
- 永餅屋（安永餅）
- 総本家貝新（しぐれ蛤）
- ベルモール（婦人洋品）
- 川スミ（メガネ）
- まきや（文具）
- 山栄堂（印鑑）
- アイドル（ワールドショップ）
- ハマダミュージック（レコード、楽器）
- ヨキ（贈答品）
- 市松（陶器）
- 桑栄薬局（化粧品）
- アイラ（ジーンズ）

地階
- トニー（パブスナック）
- 丁子屋（板前料理）
- レッドハット（パブハウス）
- 幸陽（喫茶）
- くさりや（鮮魚店直営居酒屋）

## 交通アクセス
- JR関西線・近鉄名古屋線・養老鉄道養老線 桑名駅から徒歩1分（ペデストリアンデッキ直結）。
- 三岐鉄道北勢線西桑名駅から徒歩2分。
- 東名阪自動車道桑名ICから東へ4km、車で8分。

## ギャラリー
桑栄メイト

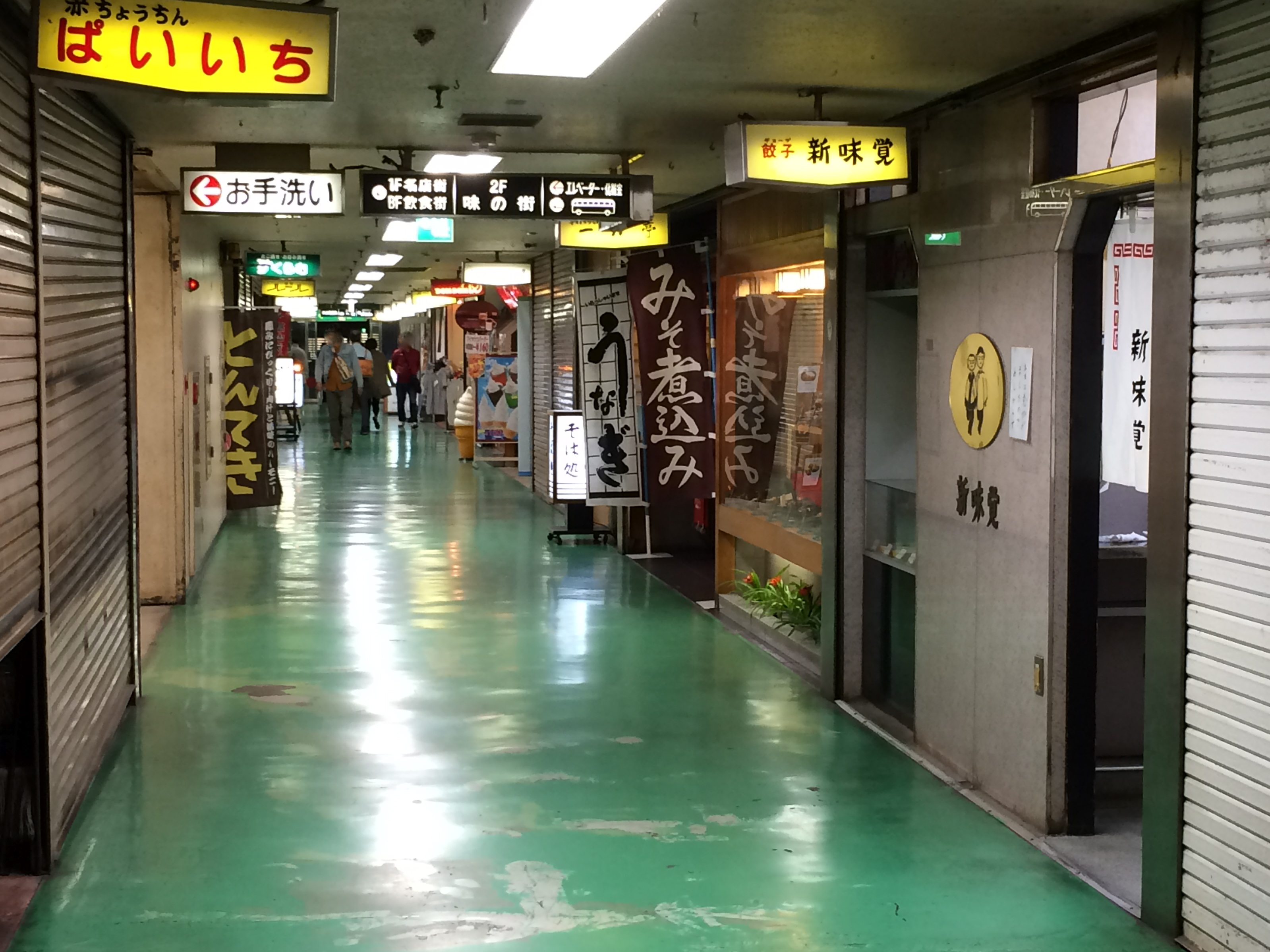
2階「味の街」
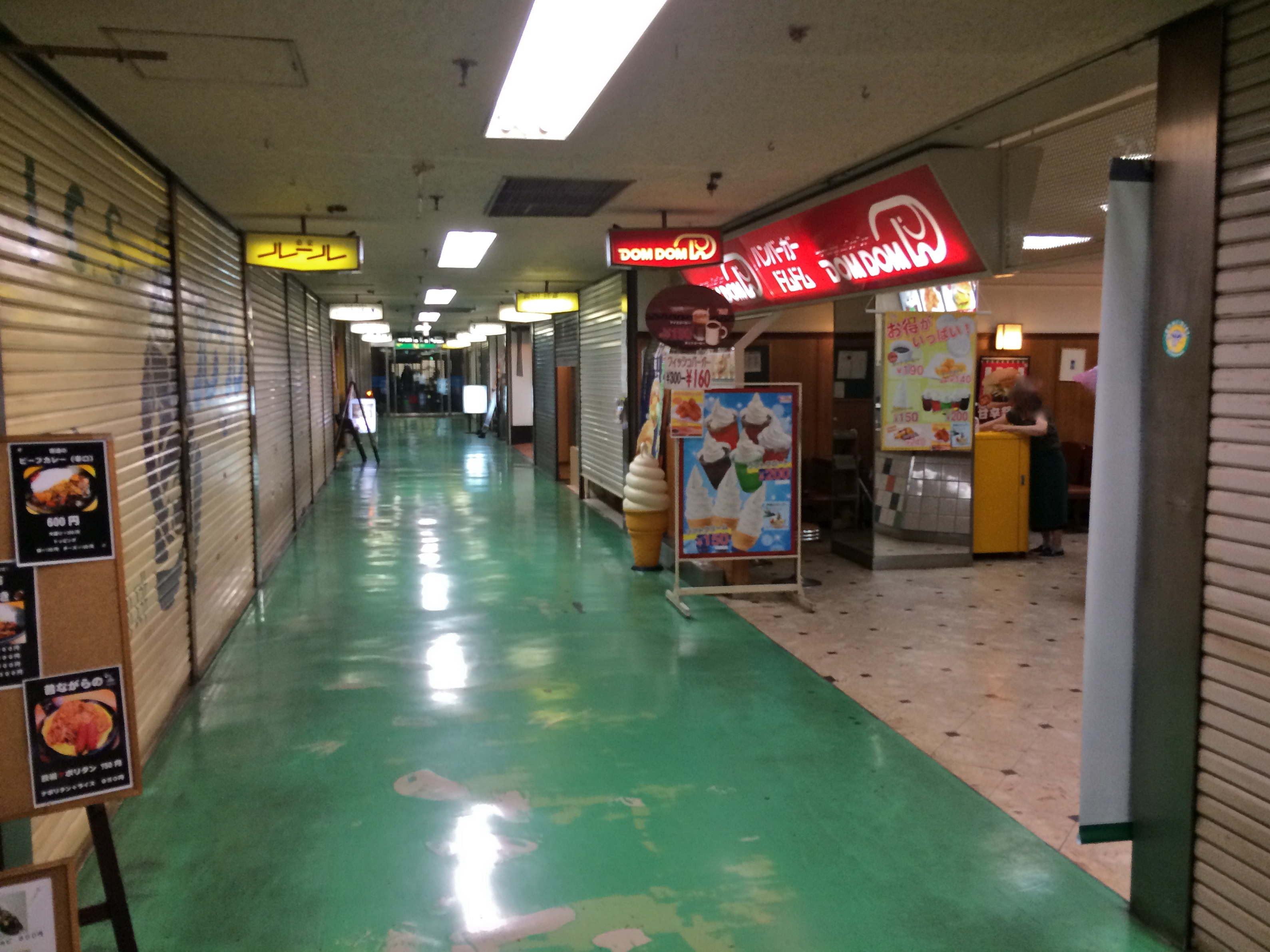
2階「味の街」
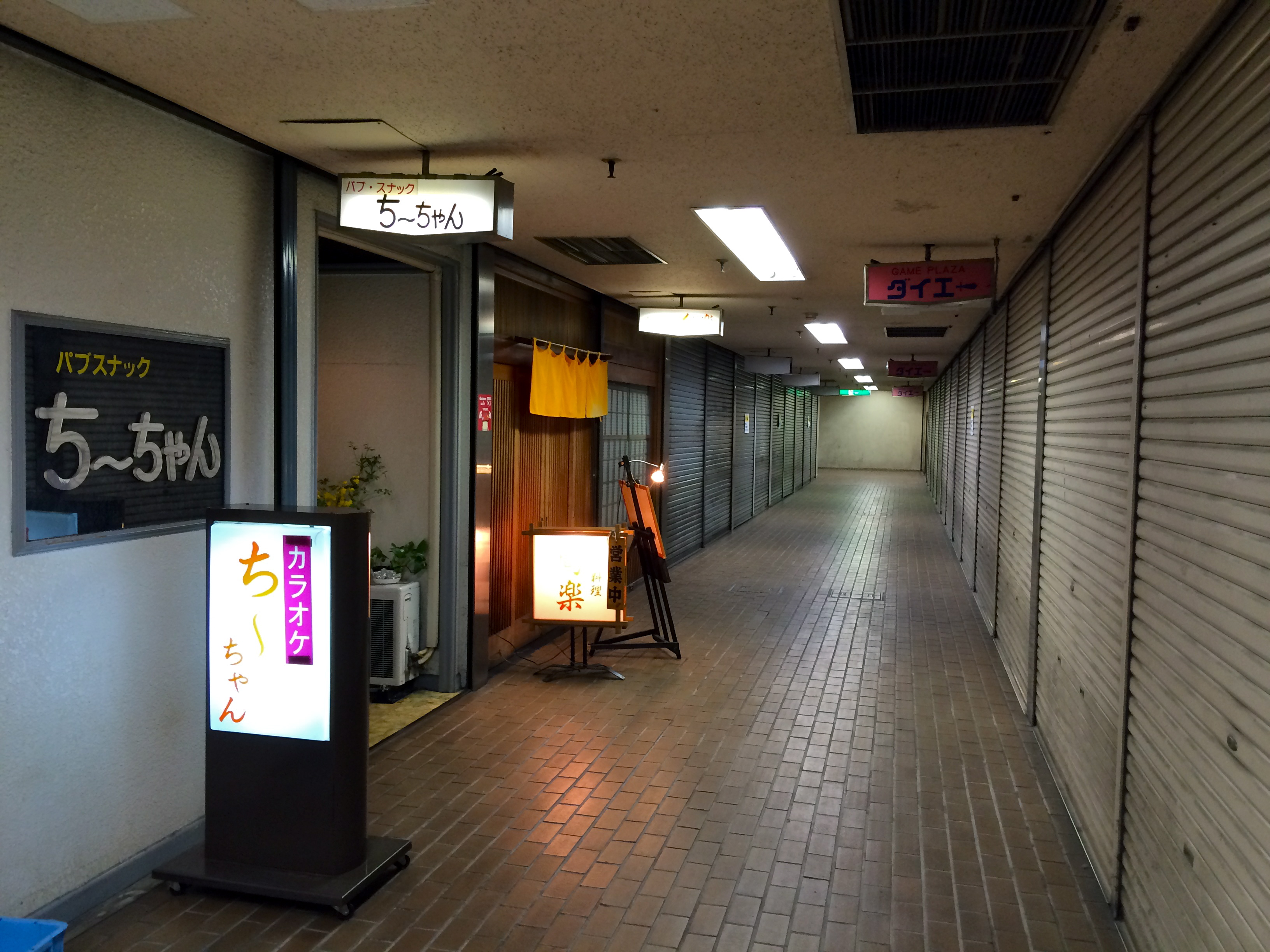
地階「飲食街」
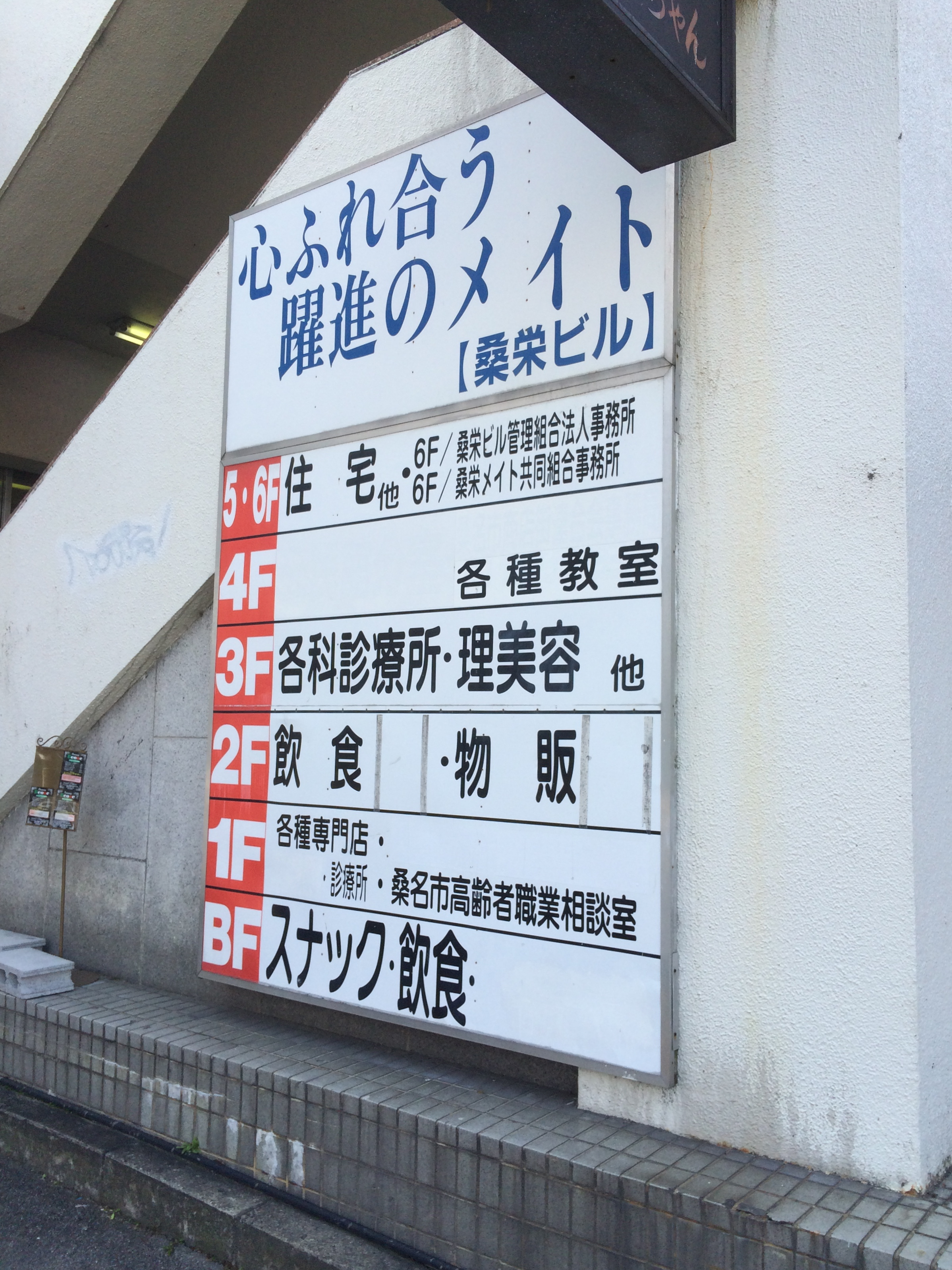
1階サンファーレ側入口案内板
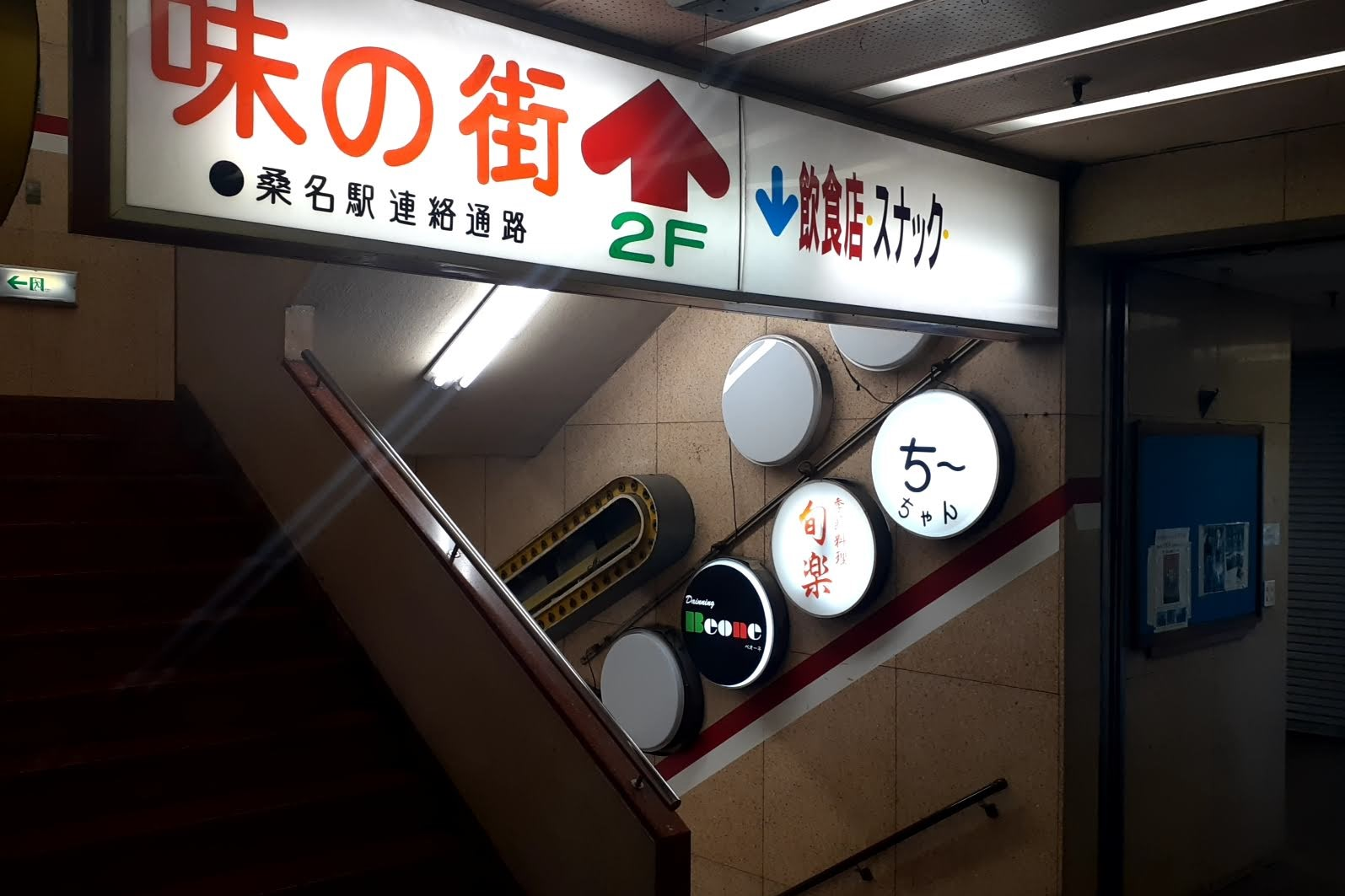
1階西側階段
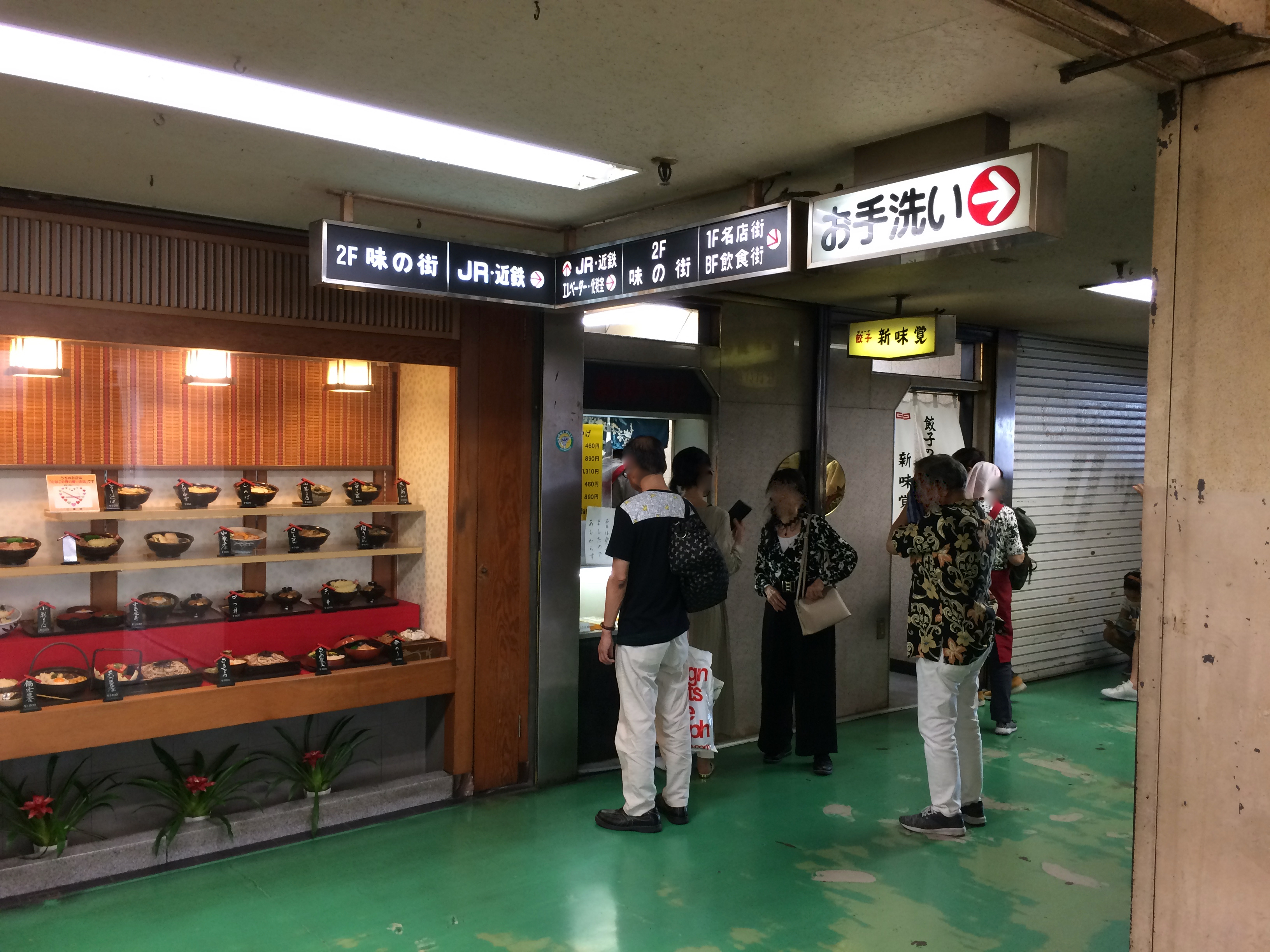
2階の新味覚桑名店

桑栄ビル

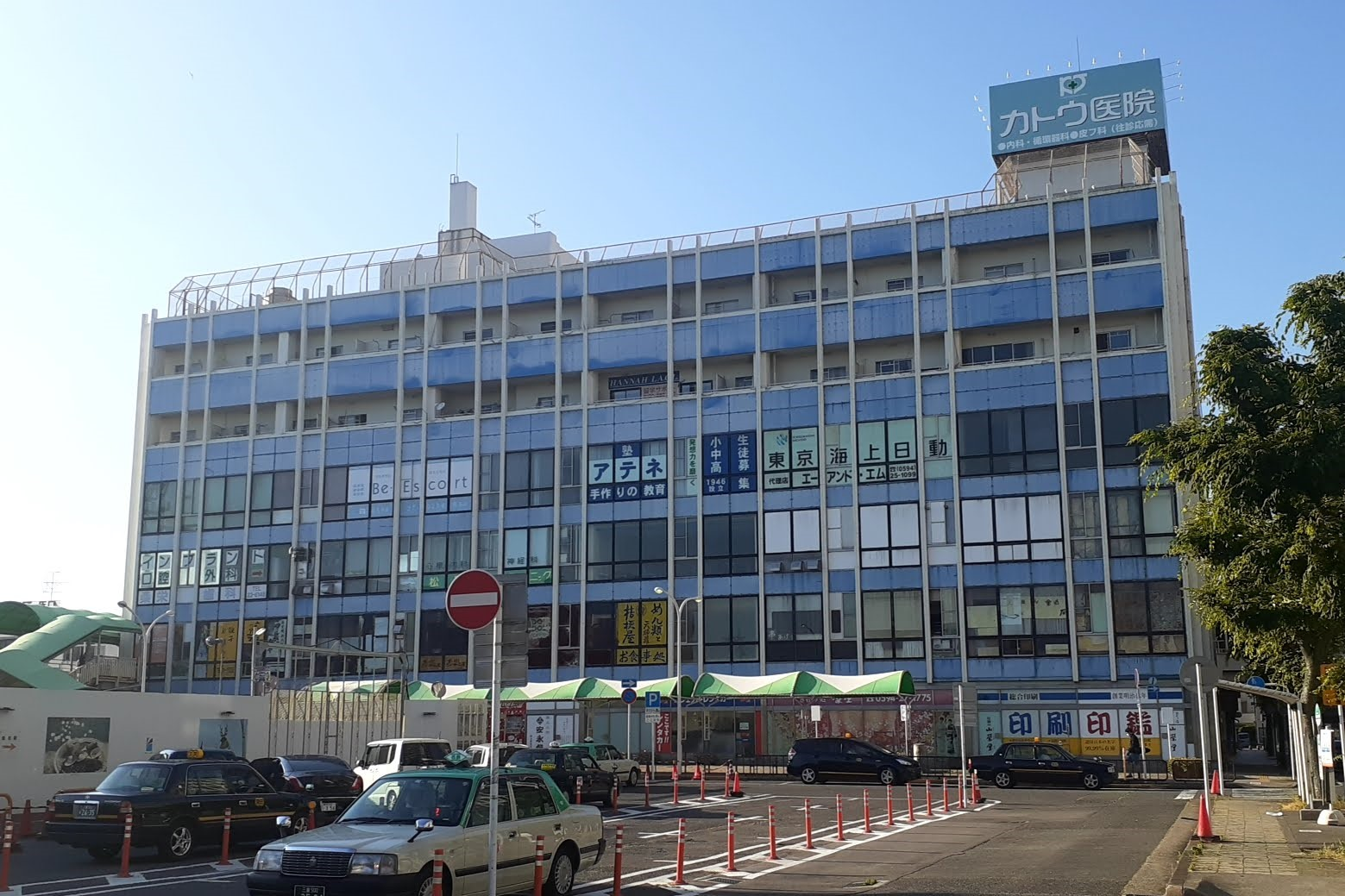
南東から見た桑栄ビル
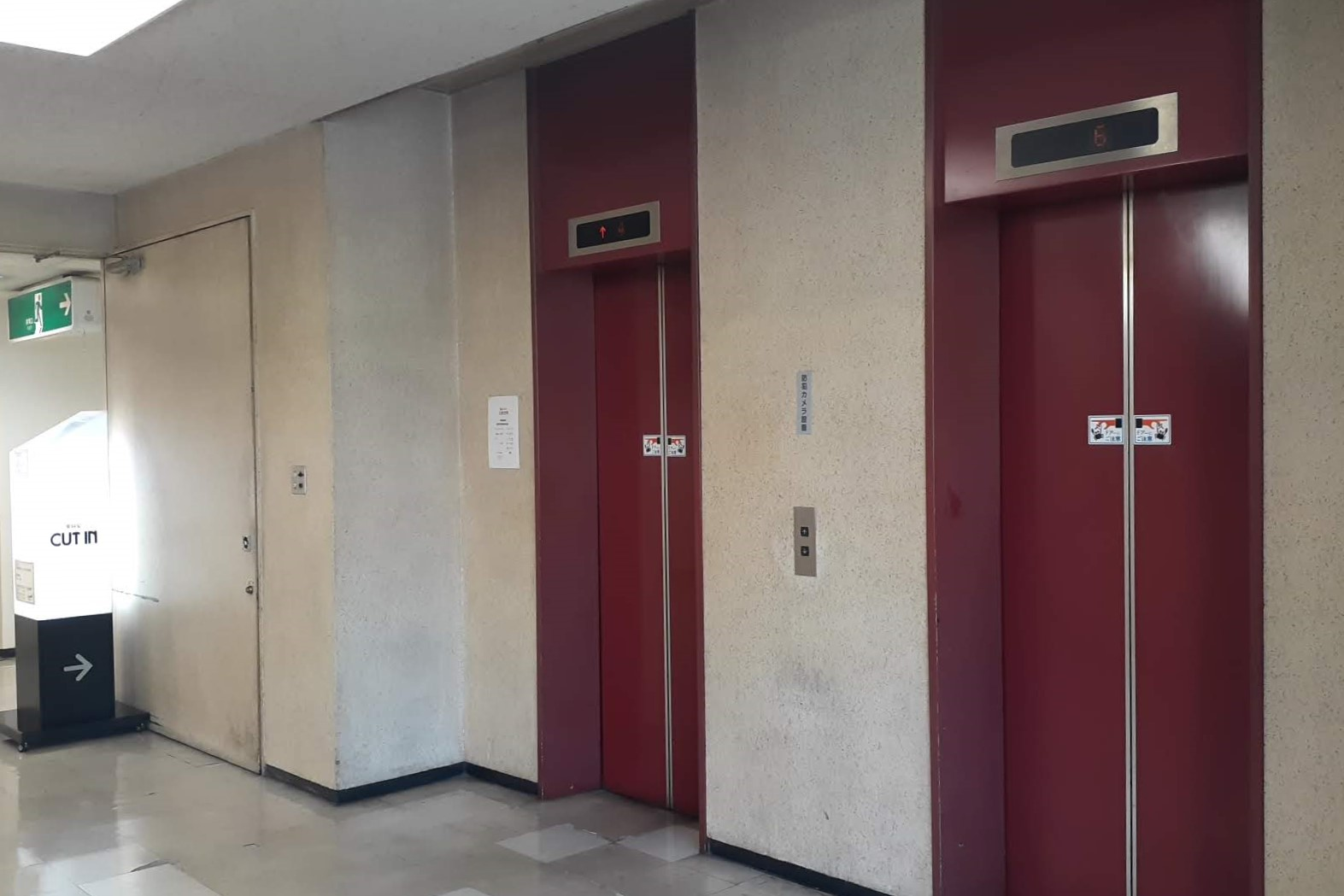
エレベーターホール
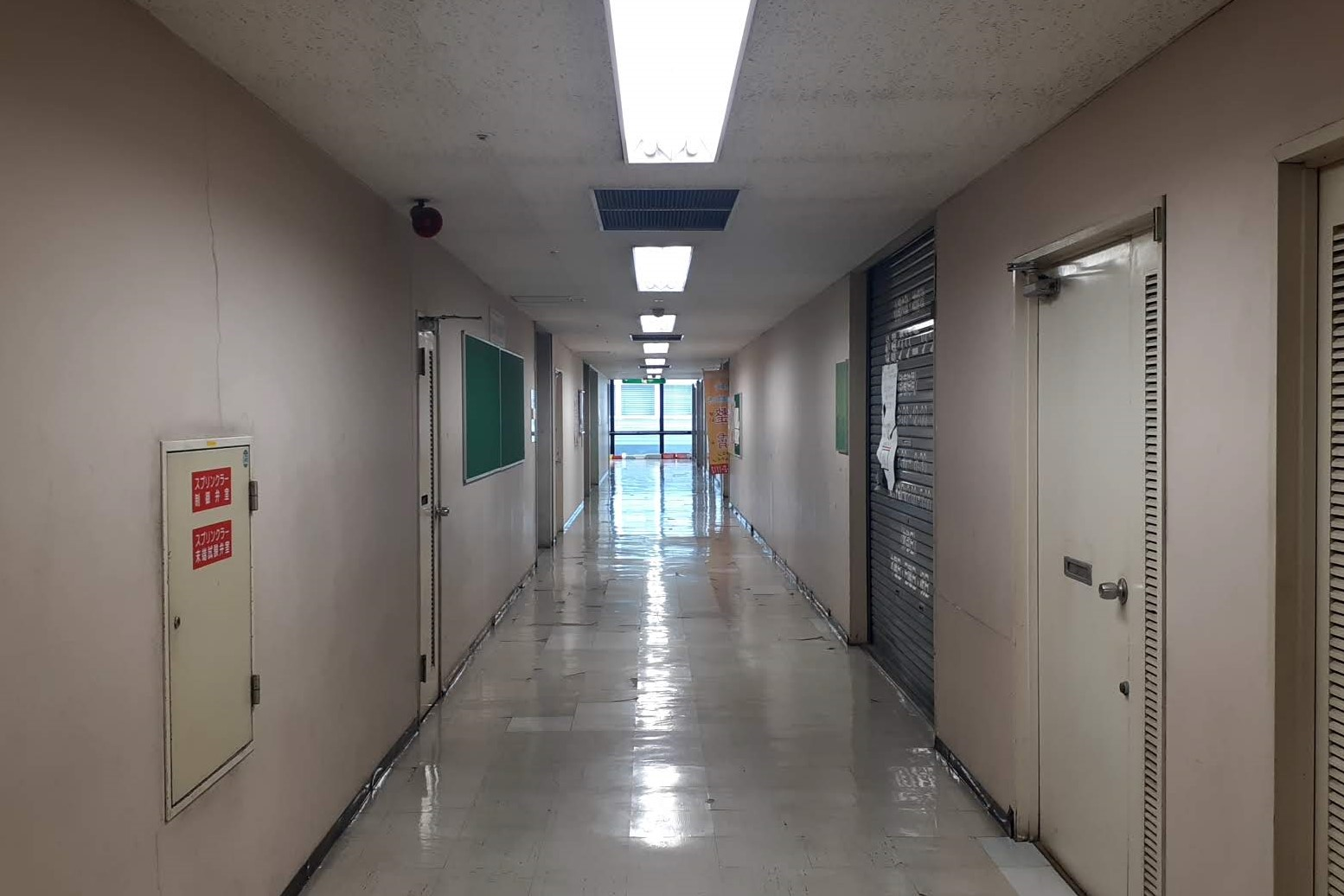
上階
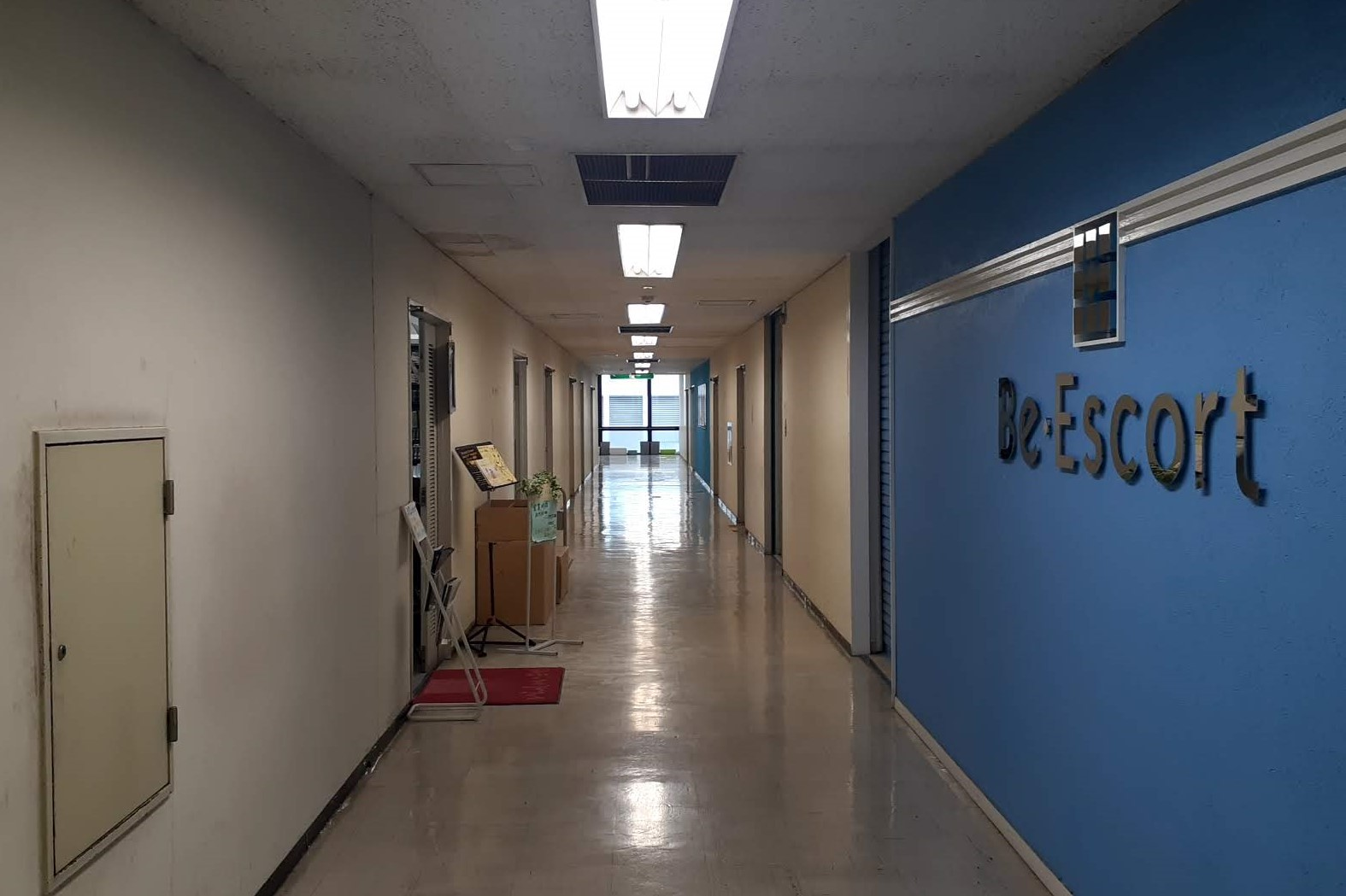
上階
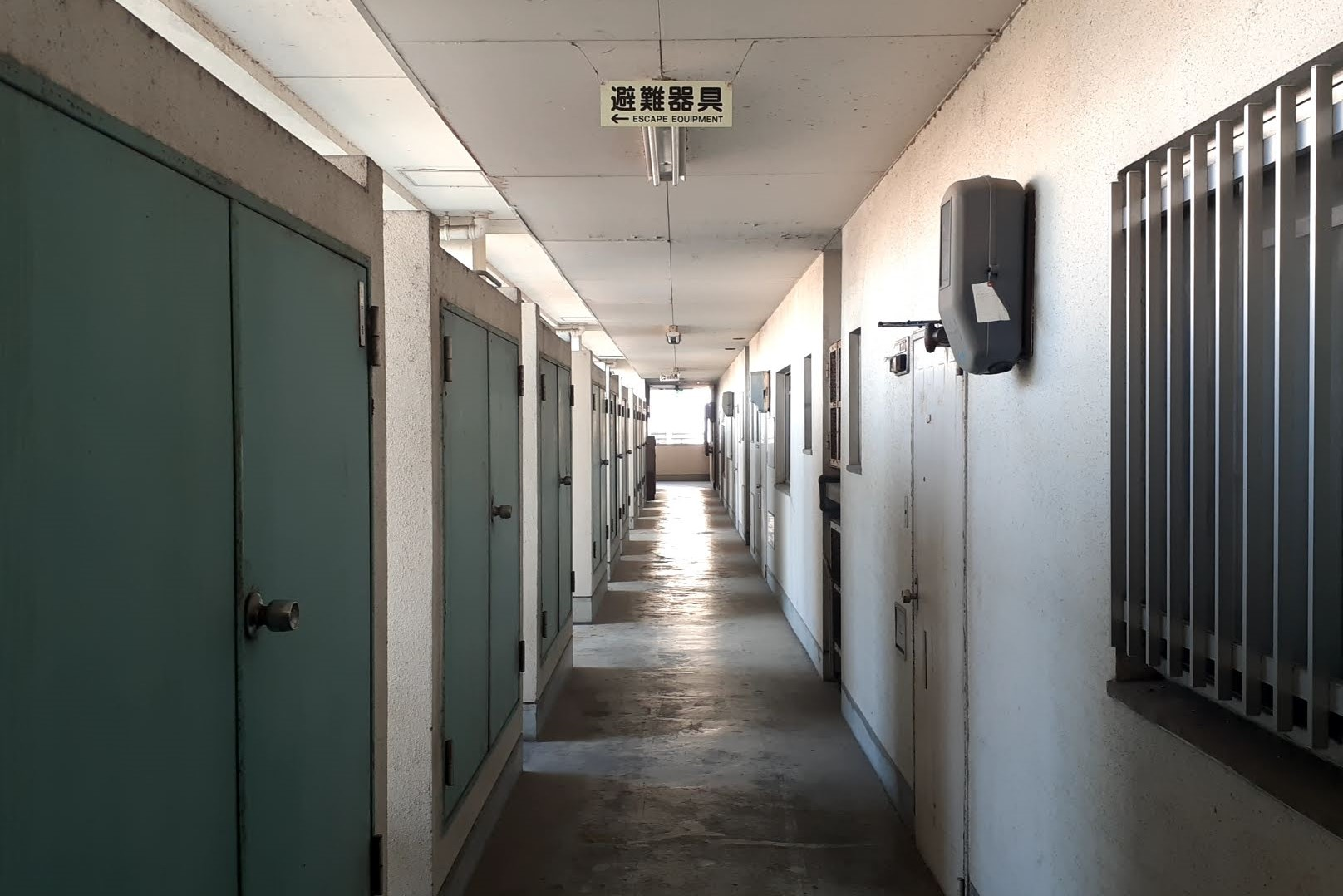
集合住宅部分